# Bushara Abdel-Nadief
Bushara Abdel-Nadief (Kassala, Sudán, 1947) es un exfutbolista de Sudán que jugaba en la posición de centrocampista.

## Carrera

### Club
Jugó toda su carrera con el Al-Merrikh SC de 1964 a 1978, con el que fue campeón nacional en cuatro ocasiones.

### Selección nacional
Jugó para Sudán en 13 ocasiones de 1970 a 1976 y anotó dos goles; participó en tres ediciones de la Copa Africana de Naciones donde fue campeón en 1970 y en los Juegos Olímpicos de Múnich 1972.

## Logros

### Club
- primera División de Sudán (4): 1970, 1972, 1974, 1978

### Selección nacional
- Copa Africana de Naciones (1): 1970